# Eberhart Zrenner
Eberhart Zrenner (ur. 18 października 1945 w Monachium) – niemiecki okulista, profesor kliniki okulistycznej Uniwersytetu w Tybindze.

## Życiorys
Studiował medycynę i inżynierię elektroniczną (1967-1972) na uniwersytecie w Erlangen oraz w Monachium. Pracę doktorską obronił w 1973 (summa cum laude). Habilitował się w 1981 z zakresu fizjologii komórek na Uniwersytecie w Gießen. Autor szeregu opracowań, m.in. Neurophysiological Aspects of Color Vision in Primates (1983, ISBN 978-3-642-87606-6) oraz Wissenschaftliche und praktische Aspekte der Neuroprothetik - subretinale Multiphotodioden-Felder als "Augenprothesen" (2003).
Był wielokrotnie wyróżniany tytułem doktora honorowego, m.in. przez Uniwersytet Medyczny w Lublinie (2012).